# Райнеке, Пауль
Пауль Райнеке (нем. Paul Reinecke; 25 сентября 1872, Берлин — 12 мая 1958) — немецкий археолог, специалист по доисторической эпохе. Работал в Мюнхене. Один из главных защитников исторических памятников Мюнхена. Создатель хронологии гальштатского и латенского периодов, используемой до настоящего времени.
В 1930 г. участвовал в дискуссии о роли Немецкого среднегорья в оседлости доисторического населения; сформулировал теорию, исключавшую заселение среднегорья в периоды, предшествовавшие Средневековью.
Автор более 400 сочинений по археологии.